# Klečový vegetační stupeň

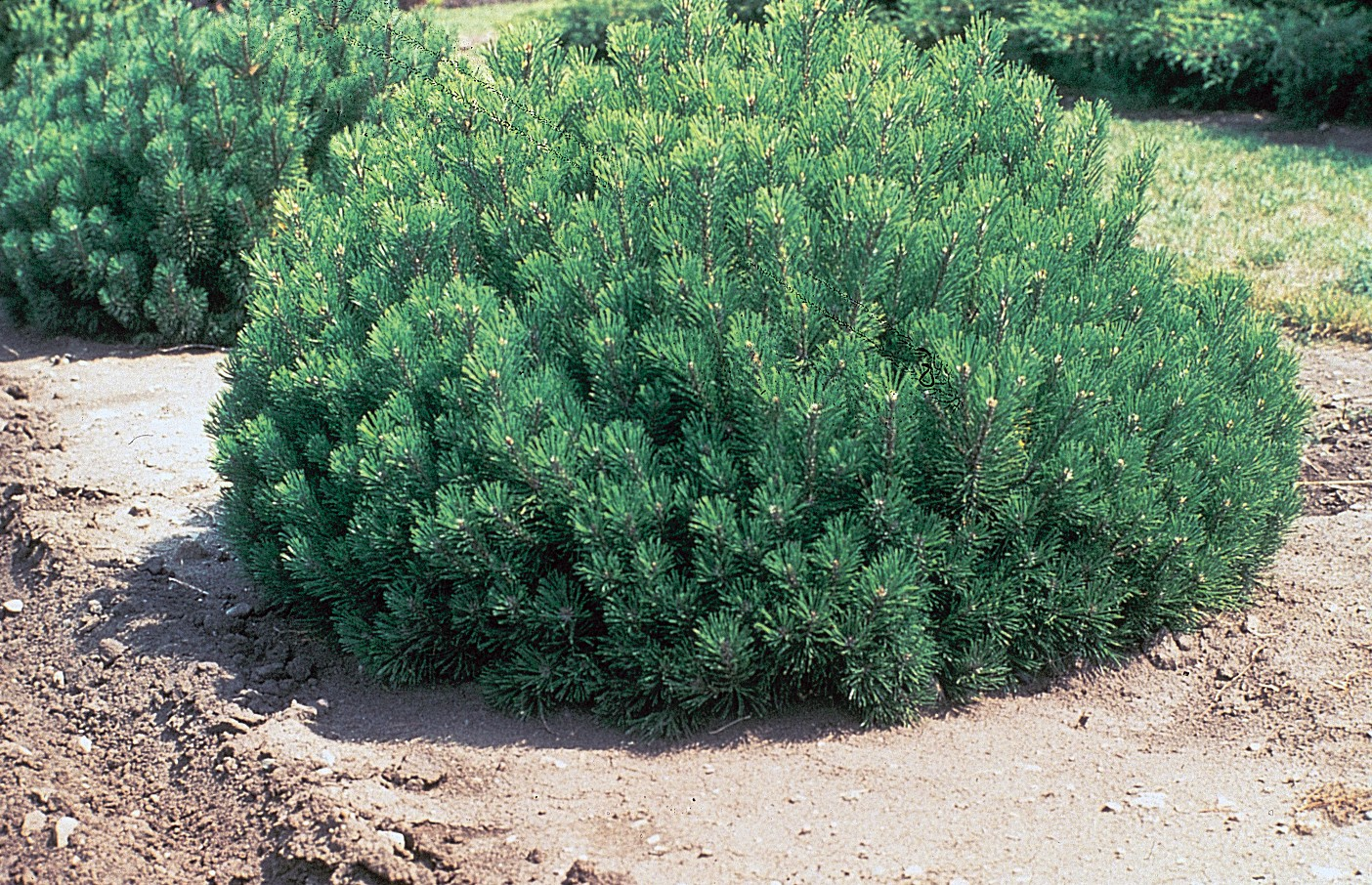
borovice kleč (pinus mugo), typický zástupce klečového vegetačního stupně

Klečový vegetační stupeň se vyskytuje nad horní hranicí lesa. Do tohoto stupně také zasahují ostrůvkovitě rozprostřené části 9. vegetačního stupně. V České republice najdeme klečový vegetační stupeň jen v těch nejvyšších polohách. Patří tam Krkonoše, Hrubý Jeseník a vrcholové partie Králického Sněžníku. V malé míře zde zasahují fragmenty z jiných vegetačních stupňů. Uplatňuje se zde řada arkto-alpinských druhů, často reliktů, např. ostružiník moruška (Rubus chamaemorus) .

## Ekotop
Obvykle se vyskytuje nad 1300 m n. m., kde je tato oblast výrazně ovlivněna vrcholovým fenoménem a anemo-orografickým systémem. Výrazným rysem je výskyt sněhových lavin. Průměrná teplota je velmi nízká a nepřesahuje 1,5 °C. Průměrný úhrn srážek je vyšší než 1500 mm/rok. Délka vegetačního období nepřekračuje 60 dní, dále více než 190 dní jsou zde mrazy a sníh tady leží déle než 170 dnů. Z těchto informací už si sami můžete domyslet, že tento ekotop má ty nejchladnější a největrnější polohy CH4 .

## Půdy
Na krystalických horninách převažují mělké kamenité půdy typu rankerů, horských podzolů, a polygonálních půd nebo organozemí.

## Stromová synusie
V tomto vegetačním stupni není vyvinuto souvislé stromové patro. V Krkonoších se vyskytuje typicky Pinus mugo v Hrubém Jeseníku a Králickém Sněžníku je to Picea abies. Ojedinělé a silně netvárné formy jsou Sorbus aucuparia, Sorbus sudetica (endemit Krkonoš), Salix lapponum a Salix herbacea (relikty Krkonoš a Hr. Jeseníku), Salix bicolor (Krkonoše), Salix hastata (Hrubý Jeseník).

## Synusie podrostu
Díky silným větrům se zde daří travinnobylinným společenstvům, kde patří: Juncus trifidus (sítina trojklaná), Hieracium alpinum (jestřábník alpský), Ligusticum mutellina (koprníček bezobalný), Potentilla aurea (mochna zlatá), Geum montanum (kuklík horský), Anemone narcissiflora (sasanka narcisokvětá). Jsou zde také bohaté oblasti lichenoflóry. Ve skalních a suťových společenstvech dominují epifytické lišejníky.

## Živočišná složka
Ze střevlíkovitých brouků Carabus sylvestris, Calathus metalicus, Pterostichus neglingens. Vyznívá výskyt měkkýšů z předchozích vegetačních stupňů. Vyskytují se pouze na příhodných stanovištích a jejich společenstva mají reliktní charakter. Setkáváme se zde např. s druhem vrkoč severní (Vertigo arctica). Z plazů ještěrka živorodá (Zootoca viviparia) a zmije obecná (Vipera berus). Z ptáků je typická pěvuška podhorní (Prunella collaris) a linduška luční (Anthus spinoletta). Vyskytuje se zde však také kos horský (Turdus torquatus). V Krkonoších hnízdí vzácný slavík modráček tundrový (Luscinia svecica svecica). Ze savců se objevuje rejsek horský (Sorex alpinus) a netopýr severní (Etesitus nilssoni). Na horských loukách myšivka horská (Sicista betulina).